# Herzog József
Herzog József (Budapest, 1880. október 26. – Budapest, 1941. december 29.) levéltáros, történész, a Magyar Tudományos Akadémia tagja.

## Élete
Herzog Ferenc József (1839–1898) katonai főtörzsorvos és Schaider Mária fiaként született. Öccse Herzog Ferenc belgyógyász, egyetemi tanár, klinikaigazgató, az elektrokardiográfia hazai bevezetője, az MTA tagja volt.
1905-ben a budapesti egyetemen szerzett jogi és államtudományi doktorátust. 1906-ban a M. kir. Országos Levéltár tisztviselője lett. 1922-től főlevéltáros, 1934-től a levéltár főigazgatója volt, mely tisztségét haláláig viselte. A Magyar Tudományos Akadémia 1936-ban levelezőinek sorába iktatta. Az 1936-ban megalakult Magyar Könyvtárosok és Levéltárosok Egyesülete levéltári szakosztályának elnöke volt, majd az egyesület alelnöke. Az országgyűlés felsőházának póttagja volt.
Részt vett az 1937. március 4-én megalakult Külföldi Magyar Intézetek Kuratóriumának munkájában a Magyar Nemzeti Múzeum Tanácsa részéről.
Az alapvető levéltári munkák (gyarapítás, rendezés, feldolgozás) végzésén túl az ő működésének idejére esett a Magyar Országos Levéltár új épületének elkészülte. 1923-ban költöztették át az iratanyagot egyetemi hallgatók segítségével, s e munkában koordináló szerepet töltött be. Részt vett az 1934-ben, az Országos Magyar Gyűjteményegyetem megszűnése után, hasonló felhatalmazással felállított Magyar Nemzeti Múzeum Tanácsának munkájában. Ugyancsak ez évben a Nemzeti Múzeum Levéltára átkerült az Országos Levéltár anyagába, ennek szerves beillesztését végezte. Ő létesítette a nagy értékű iratfénykép-gyűjteményt, felállította az erdélyi kormányhatósági levéltárakat s előkészítette a levéltári országos főfelügyelet rendszerét.

## Művei
- Újabb adatok Bethlen Gábor és Károlyi Zsuzsanna síremlékéről. In: Századok 1921–1922. 55–56. évf. 6–8. füz. 539–555. oldal ISSN 0039-8098
- A szepesi kamara levéltárnokának 1622. évi utasítása és a levéltár ugyanazon évből való leltára. In: Levéltári Közlemények, 1923. (1. évf.), [1. sz.], 165-179. p. ISSN 0024-1512
- A tarcali királyi uradalmi és kincstári szőlő keletkezése. In: Levéltári Közlemények, 1923. (1. évf.), [2. sz.], 248-277. p.
- A magyar kincstár háborús hitelműveletei Grassalkovich kamaraelnöksége idején. In: Századok, 1924. (58. évf.), 1-6. sz., 433-465. p.
- A magyar hitelfőpénztár megszervezése és működése Mária Terézia korában. In: Századok, 1925
- Adatok a hazai építészet XVI. századi történetéhez. In: Magyar Művészet, II. (1926) évf., 240–248. 1.
- Az Országos Levéltárban őrzött nádori levéltár 1554-1781. évi iratainak jegyzéke. In: Levéltári Közlemények, 1927. (5. évf.), [1. sz.], 1-26. p.
- A magyar kamarai levéltár története I. Előzmények és szervezés. In: Levéltári Közlemények, 1928. (6. évf.), [1. sz.], 1-52. p.
- A magyar kamarai levéltár története II. A szervező és a titkos utasítás gyakorlati eredményei. In: Levéltári Közlemények, 1929. (7. évf.), 3-4. sz., 155-192. p.
- A magyar kamarai levéltár története III. A levéltár kialakulása. In: Levéltári Közlemények, 1931. (9. évf.), 3-4. sz., 226-283. p.
- (Pleidell Ambrussal): Reformtörekvések az iratkezelés terén. In: Levéltári Közlemények, 1929. (7. évf.), 1-2. sz., 31-44. p. ISSN 0024-1512
- Az Országos Levéltárban őrzött nádori levéltár 1790-1848. évi iratainak jegyzéke. In: Levéltári Közlemények, 1930. (8. évf.), 1-2. sz., 37-53. p.
- Magyar levéltári terminológia. In: Levéltári Közlemények, 1932. (10. évf.), 1-2. sz., 1-11. p.
- A magyar provinciális tábla. II. József telekkönyvi kísérlete (Károlyi Árpád Emlékkönyv, Budapest, 1933.
- Mi tartozik a levéltárba és a könyvtárba? Felolvastatott a Magyar Könyvtárosok és Levéltárosok Egyesülete kongresszusának 1936. október 4-ei együttes záróülésén.
- Skóciai Szent Margit származásának kérdése. Budapest, 1939